# Багдатский муниципалитет
Багда́тский муниципалите́т (груз. ბაღდათის მუნიციპალიტეტი baḡdatis municipʼalitʼetʼi) — муниципалитет в Грузии, входящий в состав края Имеретия. Находится на западе Грузии, на территории исторической области Имеретия. Административный центр — Багдати.

## История
Багдатский район был образован в 1929 году в составе Кутаисского округа, с 1930 года в прямом подчинении Грузинской ССР. 13 апреля 1940 года был переименован в Маяковский район. В 1951—1953 годах входил в состав Кутаисской области. В 1990 году переименован в Багдатский район.

## Население
По состоянию на 1 января 2018 года численность населения муниципалитета составила 19 830 жителей, на 1 января 2014 года — 28,5 тыс. жителей.
Согласно переписи 2002 года население района (муниципалитета) составило 29 235 чел. По оценке на 1 января 2008 года — 28,6 тыс. чел.
| Грузины | Русские | Армяне | Осетины | Украинцы | Абхазы | Азербайджанцы |
| 99,4 %  | 0,3 %   | 0,1 %  | 0,03 %  | 0,02 %   | 0,02 % | 0,02 %        |

| Грузины  | 21 514 | 99,68 %  |
| Русские  | 32     | 0,15 %   |
| Украинцы | 15     | 0,07 %   |
| Армяне   | 6      | 0,03 %   |
| другие   | 15     | 0,07 %   |
| всего    | 21 582 | 100,00 % |

## Административное деление
Территория муниципалитета разделена на 13 сакребуло:
- 1 городское (kalakis) сакребуло:
- 0 поселковых (dabis) сакребуло:
- 6 общинных (temis) сакребуло:
- 6 деревенских (soplis) сакребуло:

## Список населённых пунктов
В состав муниципалитета входит 25 населённых пунктов, в том числе 1 город.
- Багдати (груз. ბაღდათი)
- Алисмерети (груз. ალისმერეთი)
- Варцихе (груз. ვარციხე)
- Дапенили (груз. დაფენილი)
- Дидвела (груз. დიდველა)
- Дими (груз. დიმი)
- Зеда-Дими (груз. ზედა დიმი)
- Зеда-Зегани (груз. ზედა ზეგანი)
- Какасхиди (груз. კაკასხიდი)
- Кведа-Зегани (груз. ქვედა ზეგანი)
- Меоре-Обча (груз. მეორე ობჩა)
- Небиерети (груз. ნებიერეთი)
- Нергеети (груз. ნერგეეთი)
- Персати (груз. ფერსათი)
- Пирвели-Обча (груз. პირველი ობჩა)
- Рокити (груз. როკითი)
- Рохи (груз. როხი)
- Саимедо (груз. საიმედო)
- Сакраула (груз. საკრაულა)
- Хани (груз. ხანი)
- Цабларасхеви (груз. წაბლარასხევი)
- Ципа (груз. წიფა)
- Цителхеви (груз. წითელხევი)
- Цкалташуа (груз. წყალთაშუა)
- Шубани (груз. შუბანი)